# Zwevegem
Zwevegem es un municipio de la región de Flandes, en la provincia de Flandes Occidental, Bélgica. A comienzos de 2018 contaba con una población total de 24.619 personas.

## Geografía
Se encuentra ubicada al oeste del país, al este de Cortrique, y cerca de la frontera con Francia.
La extensión del término es de 63,24 km², con una densidad de población de 389 habitantes por km².

### Secciones del municipio
El municipio comprende los antiguos municipios, que se fusionaron en 1977:
| - Zwevegem - Heestert - Moen - Otegem - Sint-Denijs |

## Demografía

### Evolución
Todos los datos históricos relativos al actual municipio, el siguiente gráfico refleja su evolución demográfica, incluyendo municipios después de efectuada la fusión el 1 de enero de 1977.
| Gráfica de evolución demográfica de Verlaine entre 1846 y 2020 |
|                                                                |

## Enlaces relacionados
- Sitio oficial del término municipal de Zwevegem

- Datos: Q244513
- Multimedia: Zwevegem / Q244513